# Saint-Sigismond (Vandea)
Saint-Sigismond è un comune francese di 414 abitanti situato nel dipartimento della Vandea nella regione dei Paesi della Loira.
Il territorio comunale è bagnato dal fiume Vieille Autize.

## Società

### Evoluzione demografica
Abitanti censiti